# Methodist Reform Church
The Methodist Reform Church var ett trossamfund, bildat genom splittring inom den engelska metodistkyrkan 1849. 
Frälsningsarméns grundare William Booth var i sin ungdom verksam som predikant inom detta samfund.
Majoriteten av kyrkans församlingar gick 1857 samman med the Wesleyan Association och bildade  United Methodist Free Church. 
Minoriteten bildade istället the Wesleyan Reform Union.